# ナイトメア・オブ・クリスマス
『ナイト・オブ・クリスマス』（原題:HOGFATHER）は、2006年制作のイギリスの映画のホラー映画。
デジタルテレビで利用可能なインタラクティブオプションの使用により、2007 BAFTA TVAwardsでインタラクティブアワードを受賞した。

## あらすじ
宇宙に浮かぶ巨大なカメ、その上存在するのが『ディスクワールド』という町が存在する。そこに住む人間達は毎年クリスマスを楽しみにしていた。地球のサンタクロースに あたるボクファーザー〈猿男〉がプレゼントを持ってきてくれる。しかし、『ディスクワールド』は人間居住区を監視官『ボクファーザ』を排除しようと動き出す。

## 主要キャスト
- スーザン:ミシェル・ドッケリー (吹替:根本圭子)
- ティアタイミー:マーク・ウォーレン (吹替:佐々木望)
- アルバート:デヴィッド・ジェイソン (吹替:千田光男)
- リドカリー学長:ジョス・アクランド (吹替:川久保潔)
- 歯の妖精/ブギーマン:ブリジット・ターナー (吹替：中塚玲)
- 死神/ナレーション:イアン・リチャード (吹替:家弓家正)
- その他の日本語吹き替え‐藤城裕士/平野俊隆/相馬幸人/溝邉祐子/金光宣明/仁科洋平/酒井敬幸/植竹香菜

## 日本語版製作スタッフ
- プロデューサー:酒井雅之/佐藤香 (日活)
- 演出:麦島哲也
- 翻訳:石渡恵理子
- 録音・調整:手塚孝太郎
- 制作担当:尾澤美牧/塩沢悦子(HALF H・P STUDIO)
- 日本語版制作:HALF H・P STUDIO

## ホームメディア
- 削除されたシーン
- 12 Days of Hogswatch（DiscworldのDeath's Guide）
- The Whole Hog：TerryPratchettのHogfatherドキュメンタリーを作る